# Hesketh Motorcycles

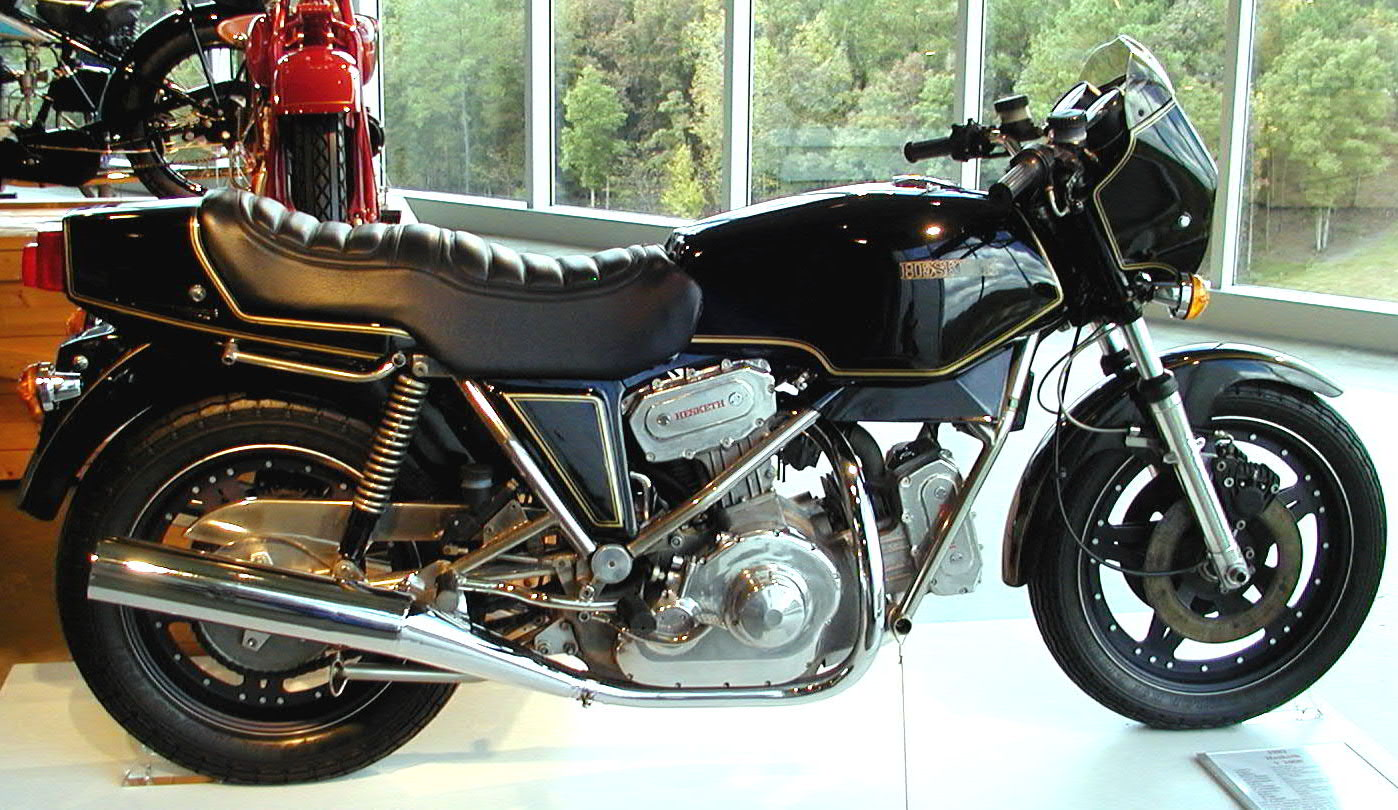
1982 Hesketh V1000 amb rodes Astralite

Hesketh Motorcycles és un fabricant de motocicletes britànic, amb seu inicialment a Daventry i Easton Neston, Northamptonshire, Anglaterra.
L'empresa va ser formada per Alexander, 3r Lord Hesketh, per desenvolupar un prototip el 1980. Després de fracassar dues vegades intentant arrencar el negoci, a partir de 1984 la marca va ser mantinguda i millorada per Broom Engineering amb seu a Turweston Aerodrome, a la frontera de Northamptonshire amb Buckinghamshire, Anglaterra. L'intent més recent de fer ressorgir la marca va ser el 2013 amb la seu a Kingswood, Surrey, Anglaterra.